# Mosynopolis
Mosynopolis (en grec byzantin : Μοσυνόπολις), est une ancienne cité romaine puis byzantine située en Thrace (près de l'actuelle Komotiní). Jusqu'au IXe siècle, elle est connue sous le nom de Maximianopolis (Μαξιμιανούπολις) ou Maximianopolis en Rhodopes. 

## Histoire

Carte de la Grèce vers 900, faisant figurer Mosynopolis incluse dans le thème de Macédoine.

La cité de Maximianopolis apparaît dans les sources écrites à partir du IVe siècle. Ses fortifications sont restaurées par Justinien et elle sert ensuite de base pour les opérations de Basile II dans ses guerres contre le Premier Empire bulgare au tournant de l'an 1000.
Au XIe siècle, la cité est le centre d'un district (ou bandon) au sein du thème de Boléron. Anne Comnène rapporte qu'elle abrite de nombreux manichéens. En 1185, la ville est prise par les Normands tandis que le moine Ephrem affirme qu'elle tombe entre les mains de l'empereur Frédéric Barberousse en 1190, à l'occasion de la troisième croisade. Après la prise de Constantinople par la Quatrième Croisade en 1204, Alexis V Doukas Murzuphle, alors en fuite, y trouve refuge avant d'être capturé par Alexis III Ange, qu'il avait précédemment renversé et qui s'est aussi exilé dans la cité. En 1207, les Bulgares remportent une victoire contre Boniface de Montferrat à proximité de Mosynopolis, qui est ensuite pillée par le tsar Kaloyan. 
Par la suite, peu de choses sont connues de la cité. Elle réapparaît en 1317, incluse dans le thème de Boléron et Mosynopolis et elle abrite un évêché. Selon Catherine Asdracha, dans son étude de la région des Rhodopes en 1927, elle ne s'est jamais remise des destructions opérées par Kaloyan et reste largement en ruines. Elle affirme qu'il faut l'identifier à la cité de Mesene, dont Jean VI Cantacuzène écrit au milieu du XIVe siècle qu'elle est détruite depuis des années.

## Histoire ecclésiastique
Les évêques de Maximianopolis en Rhodope sont présents dans les conciles œcuméniques du Ve siècle et du VIe siècle à Éphèse (431), à Chalcédoine (451) et Constantinople II (553).
Du VIIe siècle au IXe siècle, la ville est élevée au rang d'archevêché. Jusqu'en 879, c'est le nom de Maximianopolis qui apparaît, avant d'être remplacé par celui de Mosynopolis à l'occasion quatrième concile de Constantinople. Jusqu'au XIIe siècle, l'importance de la cité décroît car elle devient un simple siège suffragant, rattaché à Trajanopolis.
Avec la Quatrième croisade, la ville devient un évêché latin. En août 1347, le patriarche de Constantinople autorise l'évêque de Trajanopolis d'exercer sa juridiction directement à Mosynopolis, étant donné l'important déclin connu par la ville.
Aujourd'hui, l'évêché de Mosynopolis est inclus dans la liste des sièges titulaires.

## Sources
- Catherine Asdracha, La région des Rhodopes aux XIIIe et XIVe siècles. Etude de géographie historique, 1976, Athènes
- (en) Alexander Kazhdan (dir.), Oxford Dictionary of Byzantium, New York et Oxford, Oxford University Press, 1991, 1re éd., 3 tom. (ISBN 978-0-19-504652-6 et 0-19-504652-8, LCCN 90023208)